# Базковский район
Базковский район — административно-территориальная единица в составе Ростовской области РСФСР, существовавшая в 1934—1956 годах. Административный центр — станица Базковская.

## История
Район был образован в конце 1933 года в Северной области Северо-Кавказского края. С 10 января 1934 года Северная область оказалась в отделившемся Азово-Черноморскм крае и 5 июля 1934 года была преобразована в Северо-Донской округ, существовавший до февраля 1937 года.
13 сентября 1937 года Базковский район (с центром в хуторе Базки) вошёл в состав Ростовской области.
Указом Президиума Верховного Совета СССР от 6 января 1954 года из Ростовской области была выделена Каменская область (с центром в г. Каменск-Шахтинский). Территория Базковского района вошла в состав Каменской области.
2 ноября 1956 года Базковский район был упразднён. Его территория при этом разделена между Боковским и Вёшенским районами.